# Crosley Pup
Crosley Pup stand kurz für Crosley Puppie und bezeichnete ein in Massenfertigung hergestelltes und daher vergleichsweise billiges Mittelwellen-Radiogerät für Kopfhörerbetrieb, das Stationen im Umkreis von ca. 15 Meilen empfangen konnte. Eingeführt hat es im Jahre 1925 der „Henry Ford des Radios“ Powel Crosley jr., dessen Crosley Radio Corporation in Cincinnati, Ohio den Apparat produzierte.
Schaltungstechnisch handelte es sich dabei um ein rückgekoppeltes Einröhren-Audion für Batteriebetrieb mit der ab 1923 von der Westinghouse Electric Corporation hergestellten direkt geheizten Röhre WD 12, die mit einer Anodenspannung von 22,5 Volt und einer Heizspannung von 1,5 Volt auskam.
Mit einem Verkaufspreis von 9 Dollar 75 gegenüber mehr als hundert Dollar, die andere Fabrikate kosteten, half es der Firma, vereint mit einer geschickten Werbung, bei der die populäre Hundefigur Bonzo eine wichtige Rolle spielte, dieses Gerät in weiten Kreisen der amerikanischen Bevölkerung abzusetzen.